# Nordlig borrmussla
Nordlig borrmussla (Zirfaea crispata) är en musselart som först beskrevs av Carl von Linné 1758.  Nordlig borrmussla ingår i släktet Zirfaea och familjen borrmusslor. Arten är reproducerande i Sverige. Inga underarter finns listade i Catalogue of Life.
Höger och vänster klaff av samma exemplar:

Höger klaff
Vänster klaff

## Bildgalleri

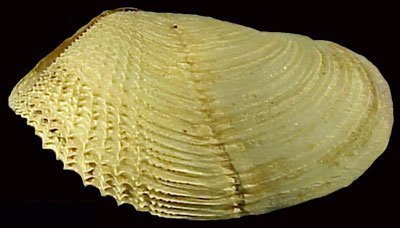
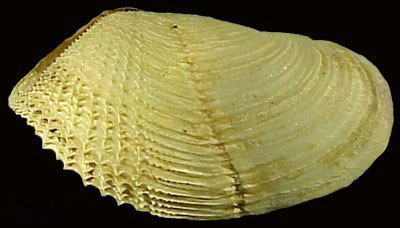
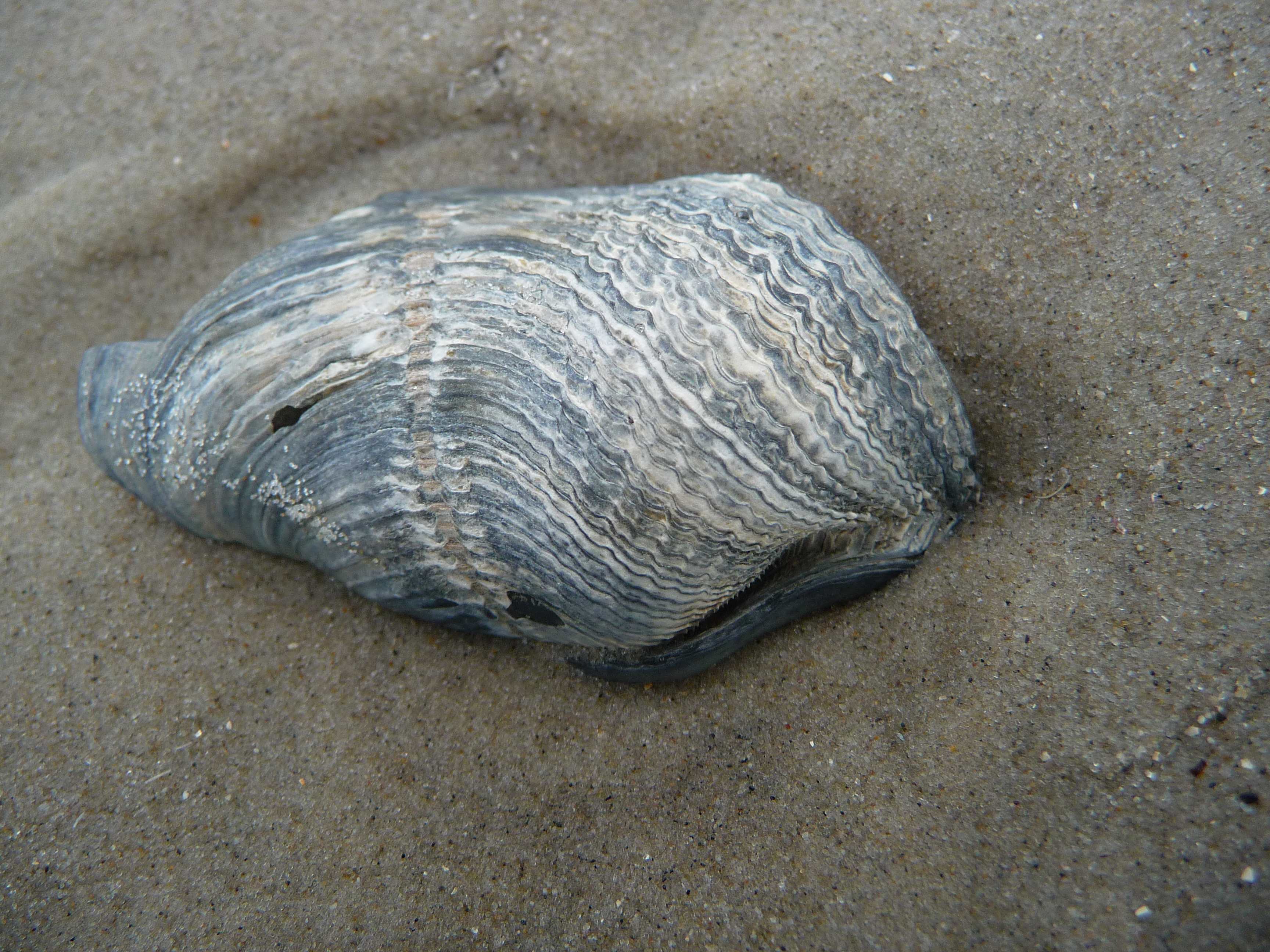
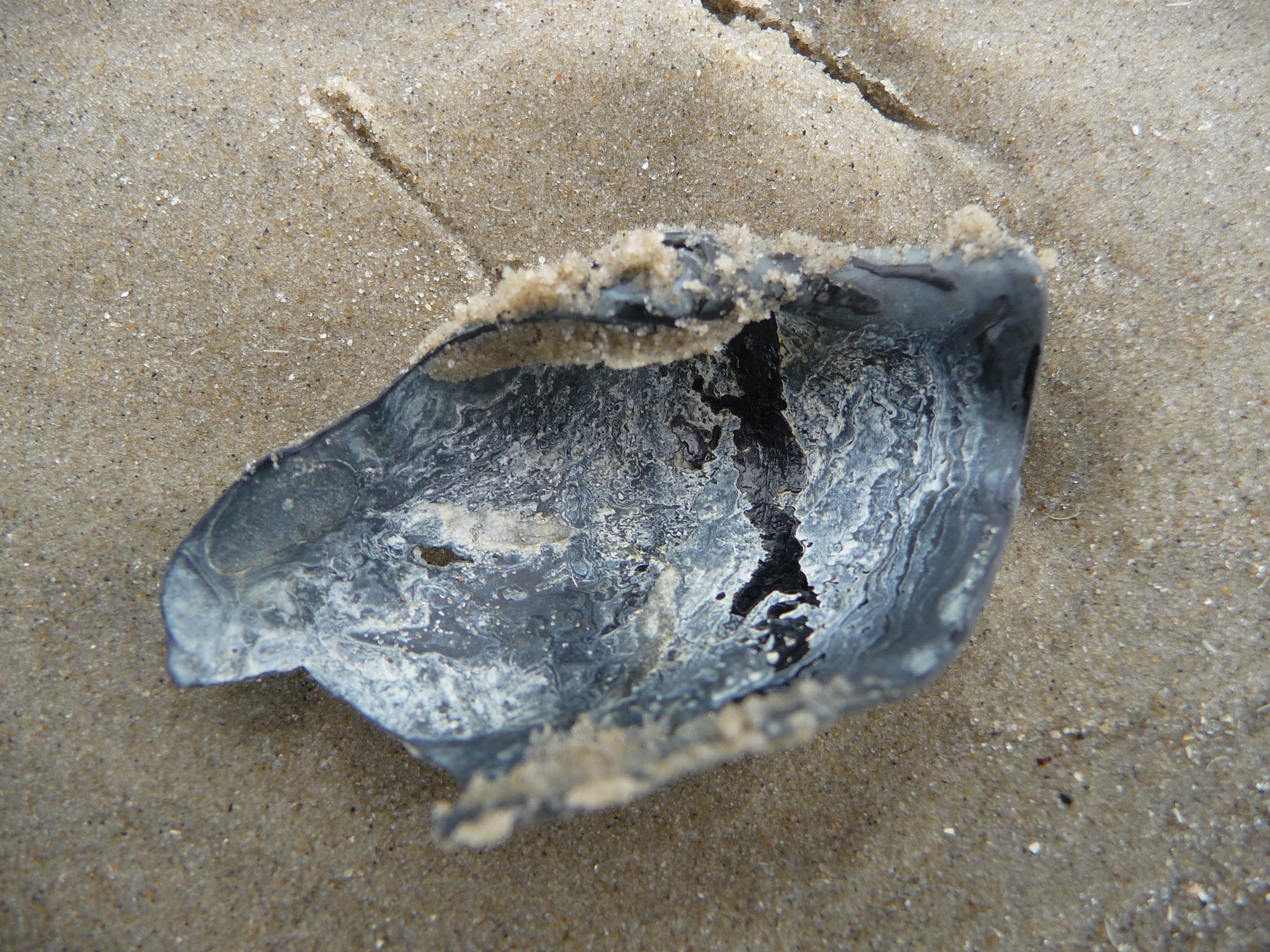